# گندوقارچان
گندوقارچان (نام علمی: Phallaceae) نام یک تیره از راسته گندوقارچ‌سانان است.